# Мальсдорф, Шарлотта фон
Шарлотта фон Мальсдорф (18 марта 1928, район Мальсдорф, Берлин, Германия — 30 апреля 2002, Берлин, ФРГ), основательница единственного в ГДР частного музея — музея предметов эпохи грюндерства в Берлине (район Мальсдорф). Трансгендерная женщина, по автобиографической книге которой в 1992 году снят фильм «Я сам себе жена».

## Семья и ранние годы
Родилась как Лотар Берфельде в семье члена Нацистской партии и лидера партийной ячейки в Мальсдорфе Макса Берфельде и Гретхен Гаупп.
Уже в детстве проявляла интерес к одежде для девочек и в целом к «женским» вещам.
Помогала торговцу подержанными товарами выносить вещи из домов депортированных евреев, однако тут у неё был особый интерес: она брала, а иногда покупала вещи, которые в будущем составят основанный ей Музей предметов эпохи грюндерства.
В 1942 Макс Берфельде вынудил Лотара вступить в Гитлерюгенд, однако даже эта уступка не улучшила их сложных отношений. В 1944, когда, воспользовавшись эвакуацией, семью покинула Гретхен, отец, угрожая ружьём, велел Лотару выбирать между ним и матерью и запер его в комнате. Когда через какое-то время он снова зашёл в комнату, Лотар ударил его скалкой. Удар оказался смертельным.
В январе 1945, после нескольких недель в психиатрической больнице, был приговорён ювенальным судом к четырём годам заключения. Освобождён был гораздо раньше намеченного срока, поскольку с падением Третьего Рейха большинство заключённых Германии вышли на свободу.

## После войны. Музей грюндерства
После освобождения Лотар, который даже при власти нацистов одевался в основном в женскую одежду, стал Лоттхен. Она продолжала собирать подержанные вещи, в том числе предметы быта. Некоторые из них она находила в разбомбленных во время войны домах, ещё часть — в домах людей, бежавших в Западную Германию.
Официально музей эпохи грюндерства открылся в 1960 году.
В 1974 восточногерманские чиновники попытались сделать основанный фон Мальсдорф музей государственным. В знак протеста она стала раздавать предметы, составлявшие экспозицию музея, посетителям. В 1976 попытки государства взять музей под свой контроль были остановлены, в том числе благодаря вмешательству актрисы Аннекатрин Бюргер и прокурора Фридриха Карла Кауля. Ходили также слухи, что Шарлотта фон Мальсдорф неофициально сотрудничала со Штази и это также способствовало благоприятному для неё разрешению проблемы.
В мае 1991 года во время праздника музей Шарлотты фон Мальсдорф был атакован нео-нацистами. Несколько человек получили ранения.
В это время она уже думала о том, чтобы уехать из страны.
В 1995 она приняла в музее последних посетителей, а в 1997 уехала в Швецию. К 1997 году музей уже был куплен берлинской городской администрацией и открыт под новым названием Förderverein Gutshaus Mahlsdorf e. V.
Умерла от сердечного приступа во время поездки в Берлин в 2002 году.

## Образ в искусстве
В 1992 году режиссёр Роза фон Праунхайм снял документальный фильм о Шарлотте фон Мальсдорф «Ich bin meine eigene Frau».

## Награды и признание
- Орден «За заслуги перед Федеративной Республикой Германия» (1992)